# Madonna Różańcowa adorowana przez kartuzów
Madonna Różańcowa adorowana przez kartuzów (hiszp. Virgen del Rosario con dos cartujos) – obraz olejny autorstwa Francisca de Zurbarána, namalowany około 1638–1639 roku, znajdujący się w kolekcji Muzeum Narodowego w Poznaniu.

## Historia
Dzieło zostało zamówione u Francisca de Zurbarána przez kartuzów z andaluzyjskiego Jérez de la Frontera. W latach 1638–1639 Zurbarán wykonał 22 płótna dla tej kartuzji. Obraz miał stanowić część środkową dolnej kondygnacji nastawy ołtarza głównego. Artysta namalował Madonnę Różańcową ok. 1638–1639 roku. Gdy nastąpiła kasata zakonu w 1835 roku, przechodząc z rąk do rąk, dzieło trafiło m.in. do kolekcji króla Ludwika Filipa. Przechowywane było w tzw. Galerii hiszpańskiej w Luwrze w latach 1838–1848. Następnie obraz wystawiono na aukcji w londyńskim domu aukcyjnym Christie’s – w 1853 roku kupił je do swojej kolekcji hrabia Atanazy Raczyński. Obecnie dzieło to stanowi własność Fundacji im. Raczyńskich przy Muzeum Narodowym w Poznaniu. W latach 2011–2012 przeprowadzono prace konserwacyjne.

## Tematyka
Zurbarán przedstawił Maryję w koronie cesarskiej na tronie z Dzieciątkiem Jezus stojącym na jej kolanach. Jezus opiera się lewą ręką o kulę ziemską, a prawą błogosławi oglądających dzieło. Maryję z Dzieciątkiem oddziela od adorujących w dolnej partii obrazu kartuzów w białych habitach grupa putt. Klęczący zakonnicy zostali zidentyfikowani. Po lewej stronie, z wyciągniętą dłonią klęczy Dominik Helion (1382–1461), za nim Henryk Egher z Kalkaru, po prawej stronie opat klasztoru w Trewirze Jan Rode, za nim Adolf z Essen (†1439).